# Parashuram
Parashuram (Nepali परशुराम) ist eine Stadt (Munizipalität) im äußersten Westen Nepals im Distrikt Dadeldhura.
Die Stadt entstand am 2. Dezember 2014 durch Zusammenlegung der Village Development Committees Jogbuda und Sirsha. 
Das Stadtgebiet umfasst 41,4 km².
Der Name leitet sich von der mythologischen Gestalt Parashurama ab. 
Die Stadt liegt im Inneren Terai auf einer Höhe von 500 m. Das Stadtgebiet grenzt im Westen an den Fluss Mahakali (Sharda). Im Süden bildet die Siwalikkette die Abgrenzung zum Distrikt Kanchanpur.

## Einwohner
Bei der Volkszählung 2011 hatten die VDCs, aus welchen die Stadt Parashuram entstand, 34.983 Einwohner (davon 16.974 männlich) in 5990 Haushalten.